# Musée Igor-Savitsky

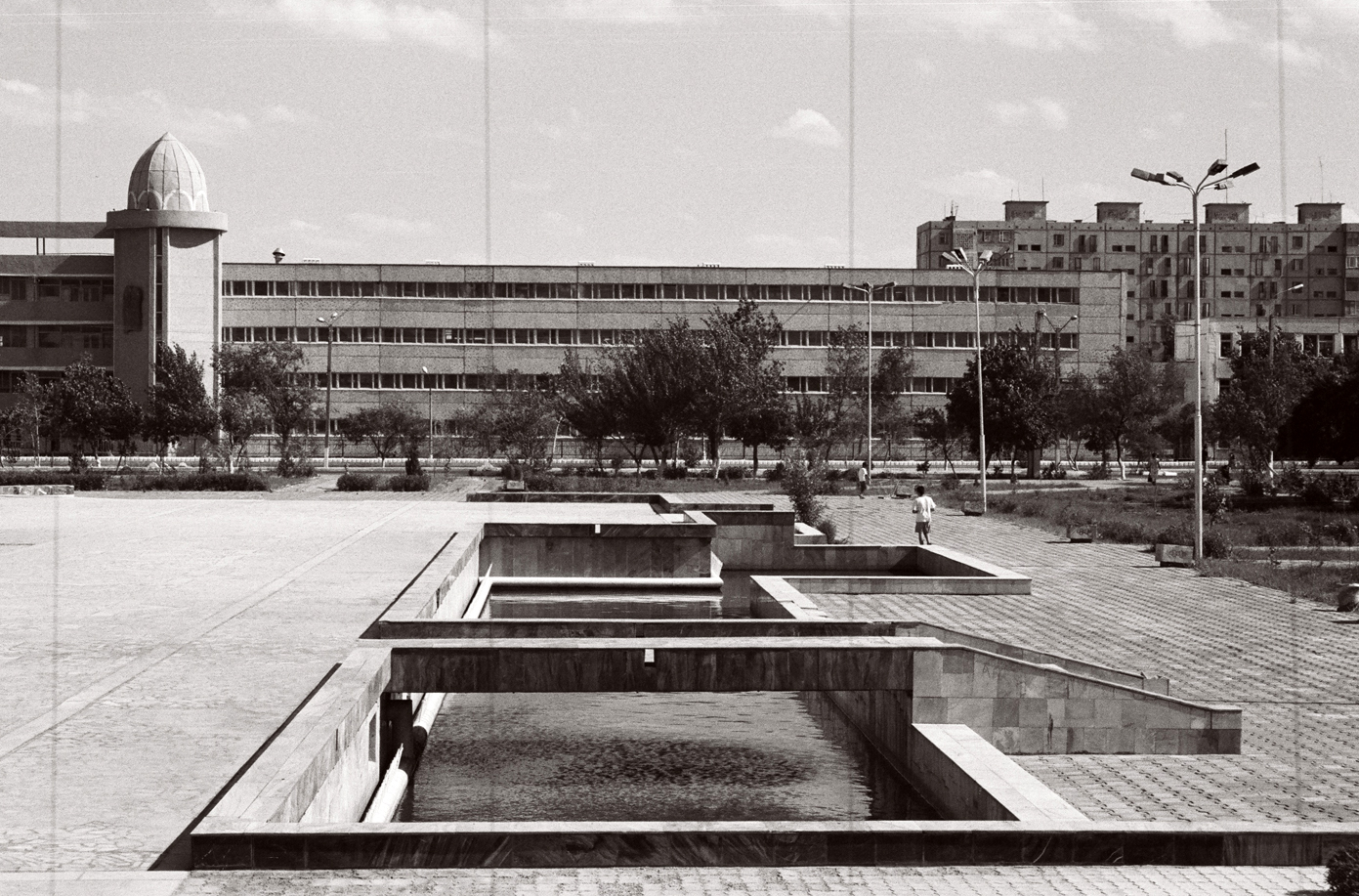
École polyvalente de la ville de Noukous, à proximité du musée Savitsky

Le musée Igor-Savitsky (encore appelé musée d'art de Noukous ou de son nom complet, musée d'art d'État de la république du Karakalpakstan) est un musée d'art ouzbek situé à Noukous, capitale de la république autonome du Karakalpakstan.

## Collections
Ouvert en 1966, le musée abrite une collection de plus de 82 000 pièces, allant des antiquités du Khorezm à l'art populaire du Karakalpakstan, l'art ouzbek et la deuxième plus grande collection d'avant-garde russe dans le monde (après le Musée russe de Saint-Pétersbourg).
Le musée rassemble notamment une collection d'œuvres d'artistes russes de la période d'avant-garde (entre 1918 et 1935), emmenées loin de Moscou par le conservateur Igor Savitsky, ce qui permit d'éviter leur destruction voulue par Staline dans le cadre du réalisme socialiste soviétique. Le peintre russe Ivan Koudriachov y est représenté par 285 de ses tableaux sauvés par Savitsky. 
Savitsky a profité de l'isolement pour accumuler et donc sauvegarder cet art promis à la disparition. Le musée qui porte désormais son nom expose aussi un grand nombre d'objets historiques et d'art populaire, provenant notamment des régions du Karakalpakstan et du Khorezm, mais aussi des icônes russes ou de l'art moderne ouzbek et karakalpak.

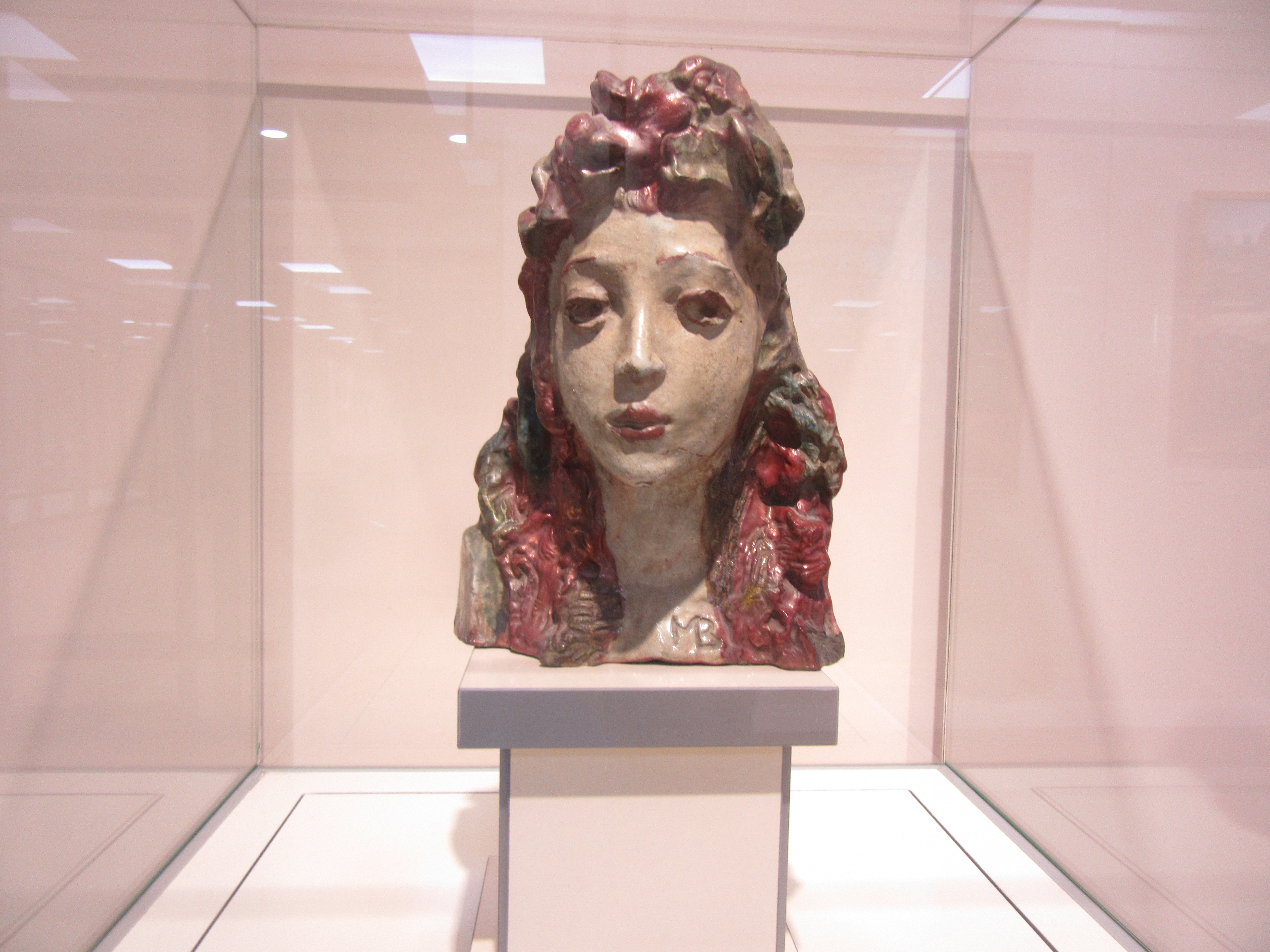
Sirène de Mikhaïl Vroubel, majolique au Musée Igor Savitsky au Karakalpakstan (Noukous)

La veuve du peintre français Fernand Léger a également fait don de nombreuses copies d'œuvres exposées au musée du Louvre, afin de permettre un accès plus large à la culture aux populations locales.